# Centrum naturae concentratum
El tratado Centrum naturae concentratum («el centro concentrado de la naturaleza») es obra de un autor que decía llamarse Ali Puli, quien afirmaba ser un alquimista árabe y que el texto original había sido escrito en árabe, aunque no existe una versión en este idioma.

## Publicación y ediciones
El tratado, que muestra una clara influencia de Jakob Böhme, fue publicado por primera vez en alemán en 1682 por Johann Otto von Helwig, en holandés en 1694 y en inglés en 1696 por Edmund Brice.